# Desmond Miles
Desmond Miles este un personaj fictiv și protagonistul primelor cinci jocuri din seria Assassin's Creed. El este un descendent al unui lung șir de asasini, printre care Aquilus, Altaïr Ibn-La'Ahad, Ezio Auditore da Firenze, Edward Kenway, și Ratonhnhaké:ton. Mile este dublat de către Nolan North și este modelat după modelul canadian Francisco Randez.

## Apariții
Desmond Miles este unul din personajele principale ale seriei. Desmond este un tânăr născut într-un ordin secret de apărători ai libertății omenirii și gândirii libere în general numit Ordinul sau Crezul Asasinilor. Acest ordin era în conflict încă din perioade demult apuse cu un așa zis ordin al templierilor. Templierii erau un ordin foarte influent de-a lungul istoriei în universul jocului aceștia controlând funcții importante din societate. Cu ajutorul acestor funcții ei controlau ca rezultat al acțiunilor lor și societatea fie direct sau indirect. Templierii obișnuiau să lucreze din umbră iar când ieșeau în mulțime aceștia purtau o mască de oameni buni și protectori ai păcii când de fapt adevăratele lor intenții erau dezbinarea societăților și înlăturarea anumitor oameni de la putere care își câștigaseră poziția în mod cinstit pentru mai mult control ce putea fi folosit în interesele proprii. Templierilor ca mijloc de conviingere asupra persoanelor ce voiau să dețină controlul sau să le dea comenzi le plăcea să folosească intimideara. Pe partea opusă, asasinii urmăreau să elimine cât mai mulți dintre acești indivizi încercând să reabiliteze libertatea omenirii cât de mult posibil. Aceștia utilizau deseori gesturi letale pentru a-și antinge scopurile, deviza lor fiind că dacă omoară un om acesta este un rău mic și făcut pentru un bine mai mare crezând că dacă îl lasă să trăiască pe el și astfel de oameni aceștia vor face mai mult rău vii decât morți, deci ca urmare a acestor fapte, acesta era un mic preț plătit pentru o cauză nobilă.
Desmond află într-un anumit timp din viața sa că el, familia sa, toți prietenii lui și restul oamenilor care îi cunoștea fac parte din acest ordin secret al asasinilor, protectori ai libertății. Lui Desmond nu îi place ideea devine speriat și se hotărăște să fugă din așezarea secretă de mărimea unui sat pe care a cunoscut-o toată viața. Astfel acesta pleacă în lumea largă unde la un moment dă de nevoia de a strânge bani. Neavând nicio calificare el nu are unde în altă parte să se angajeze decât pe post de barman. În acest mod el ajunge să servească băuturi într-un bar însă liniștea sa nu durează foarte mult întrucât o companie sub influența templierilor și controlată de ei numită Abstergo Industries află de plecarea sa din ascunzătoarea asasinilor și se hotărăște să îl prindă pentru experimentele sale. Neavând niciun pic de antrenament pentru a se apăra împotriva acestora, Desmond nu are altceva ce să facă decât să se predea. 
O dată ajuns într-una din incintele companiei mai exact într-una din cele în care se făcea cercetare vede pentru prima dată un Animus o mașinărie de ultimul răgnet cu capacități de cercetare a datelor legate în special de domeniul științelor precum biologie, medicină și în general științe legate de studiul organismelor vii. 
Desmond, forțat de situație, intră într-una din camerele în care este așezat un Animus. Acolo întâlnește pentru prima dată pe inventatorul acestui dispozitiv mai exact pe doctorul Warren Vidic. Vidic era un om ce se născuse într-o familie de templieri, deci prin urmare convingerile sale legate de credințele lor erau întărite cu mult și de faptul că trăia într-o astfel de familie. Desmond uimit de acest dispozitiv adică de Animus îl întreabă pe Vidic ce este cu el. Acesta pe un ton mândru de sine și sadic îi explică ce el este creatorul său și că e o descoperire recentă a companiei Abstergo în știință. După mai poartă câteva discuții cu el, Vidic îl forțează să intre în Animus pentru a afla date despre unul dintre strămoșii săi și anume de Altair. 
Intrând în mașină Desmond nu are altceva ce face decât să intre în memoriile din ADNului său întrucât asta era specializarea Animusului de a transpune în imagini video și audio a memoriilor celulare ale subiecților ce îl foloseau. Astfel Desmond mai suferă încă un șoc când vede aceste memorii ce păreau imposibil de văzut fără o astfel de mașină încă uimitoare pentru el. Acest șoc îl are când vede că istoria din Animus nu coincide cu cea cunoscută de el din cărți și alte materiale media. Desmond chiar are o conversație într-un anumit timp din primul joc al seriei Assassins Creed cu Vidic, unde acesta îl lămurește că nu sunt așa de importante cărțile deoarece oricine le poate scrie și deci rezultă că se pot băga și minciuni. 
Desmond își stabilește clar obiectivul la finalul primului joc din serie adică în Assassin's Creed. Dacă la început voia să fugă de ceea ce era și să fie o altă persoană, de data aceasta cine era de fapt și anume un membru al ordinului asasinilor l-a urmărit pe el cumva ca un destin prin intermediul lui Abstergo pentru a îi arăta care e miza și cât de important e el în tot acest măreț plan. Pe tot parcursul sechestrării sale de către Abstergo respectiv în tot timpul acesta ce a vizitat memoriile lui Altair, primul strămoș al căror memorii îmbibate în ADNul său le-a vizitat vreodată el află de așa zisele Mere ale Edenului sau cum sunt numite în engleză Apples of Eden și că sunt 3 la număr. Știind aceste informații Desmond iar are un șoc. 
Pentru un timp încă rămâne prizonier în incinta clădirii deținute de compania Abstergo dar la un moment dat, mai exact în evenimentele petrecute în Assassin's Creed II Desmond scapă cu ajutorul lui Lucy Stillman care era asistenta templierului Vidic și se hotărăște să se alăture din nou ordinului care pe l-a părăsit și anume ordinului asasinilor. Lucy era cea care opera din exterior minunata mașinărie la ordinile doctorului Vidic în perioada desfășurării evenimentelor din Assassin's Creed I. 
O dată ajunși la o ascunzătoare a asasinilor, Lucy îl convinge pe Desmond ca să se alăture cauzei asasinilor lor explicându-i despre pagubele ce pot fi produse umanității dacă el refuză să li se alăture. Ceea ce nu știa Desmond la acea dată aflând abia în Assassins Creed: Revelations despre aceasta, adică în ultimul joc al trilogiei dedicate în întregime lui Assassin's Creed II despre Lucy era că aceasta era un spion, dacă nu chiar un agent dublu ce ținea partea templierilor și spiona toate acțiunile pe care le făceau o parte din membrii ordinului său mai exact doi tineri cărora Desmond li se alătură și de care află cu ajutorul ei și anume, Shaun Hastigs a cărui voce e interpretată de actorul de comedie Danny Wallace și Rebbeca Crane o tânără a cărei voci a făcut-o actrița Eliza Schneider. 
Desmond uitând încetul cu încetul de răpirea sa de către Abstergo se mai calmează când se vede în ascunzătoarea asasinilor și mergând înspre intrarea din față a ascunzătorii cu Lucy, în tot acest timp ea explicându-i cele precizate mai sus, se hotărăște să se alăture cauzei având totuși anumite dubii însă acestea dispărând complet pe parcursul trilogiei Assassin's Creed II. Evenimentele în care Desmond este implicat din Assassin's Creed și Assassin's Creed II, deci primul joc din serie respectiv trilogia dedicată în mod individual lui Assassin's Creed II au fost importante de menționat deoarece ne arată motivul pentru care Desmond face acțiuinile sale în Assassin's Creed III.

## Recepție
Desmond Miles a fost votat drept al douăzecelea cel mai bun personaj al anilor 2000 de către cititorii Game Informer. A primit recenzii mixte din partea criticilor.